# Спринг Гроув (Пенсилванија)
Спринг Гроув (енгл. Spring Grove) град је у америчкој савезној држави Пенсилванија.

## Демографија
По попису из 2010. године број становника је 2.167, што је 117 (5,7%) становника више него 2000. године.
| Група             | 2000.         | 2010.         |
| Белци             | 1.986 (96,9%) | 1.988 (91,7%) |
| Афроамериканци    | 4 (0,2%)      | 15 (0,7%)     |
| Азијати           | 13 (0,6%)     | 10 (0,5%)     |
| Хиспаноамериканци | 34 (1,7%)     | 132 (6,1%)    |
| Укупно            | 2.050         | 2.167         |